# Беттона
Бетто́на (итал. Bettona) — коммуна в Италии, расположена в области Умбрия, подчиняется административному центру Перуджа.
По данным Национального института статистики, население коммуны, на 01.01.2024 года, составляет 4251 человек, плотность населения ─ 94,31 чел./км². Коммуна занимает площадь 45,07 км². 
Почтовый индекс — 06084. Телефонный код — 075.
Святым покровителем коммуны почитается святой Криспольд, день его памяти ежегодно отмечается 12 мая.

## Климат
Согласно климатической классификации итальянских муниципалитетов, Беттона входит в климатическую зону Е, количество градусо-дней составляет 2149.

## Демография
Название жителей ─  беттонези.

## Администрация коммуны
Главой коммуны является мэр Валерио Баццоффья, с 4 октября 2021 года.